# Emil Wyrobek
Emil Wyrobek (ur. w 1906, zm. 1974) – polski lekarz medycyny, specjalista w zakresie radiologii i radioterapii.
W 1932 ukończył medycynę na Wydziale Lekarskim Uniwersytetu Jagiellońskiego. W następnym roku podjął pracę Klinice Ginekologicznej UJ, jednocześnie podejmując dalszą naukę w dziedzinie radiologii. Uczył się w Instytucie Radowym (obecnie Narodowy Instytut Onkologii im. Marii Skłodowskiej-Curie – Państwowy Instytut Badawczy) w Warszawie, jak również w placówkach zajmujących się radiologią w Sztokholmie i Paryżu. Podczas II wojny światowej zaangażowany w konspiracyjną służbę zdrowia, uczestniczył w powstaniu warszawskim. W latach 1947-1950 (i ponownie w latach 1972-1973) prowadził pracownię radiologiczną przy I Klinice Chirurgicznej Szpitala Uniwersyteckiego w Krakowie. W latach 1951-1954 był dyrektorem oddziału w Instytucie Onkologii im. Marii Skłodowskiej-Curie w Warszawie. Następnie, aż do 1964, kierował pracownią radiologiczną Szpitala Miejskiego im. Stefana Żeromskiego w Nowej Hucie.
W latach 20. XX wieku działał w harcerstwie jako drużynowy 5. KDH. Długoletni członek Krakowskiego Koła Polskiego Lekarskiego Towarzystwa Radiologicznego, którego przez cztery kadencje był prezesem. Zmarł w 1974 roku, pochowany na cmentarzu Rakowickim.